# Starokatolická církev

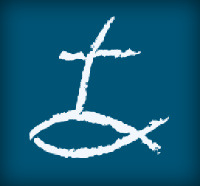
Logo starokatolíckych cirkví

Starokatolická církev je křesťanskou církví, která se v několika fázích s gradací v druhé polovině 19. století po Prvním vatikánském koncilu oddělila od římskokatolické církve pro nesouhlas v základních doktrinárních otázkách, především pak v oblasti papežské neomylnosti a papežově primátu nad celou církvi. Starokatolické církve v jednotlivých zemích jsou autokefálními církevními společenstvími. Některé z nich jsou sdruženy v Utrechtské unii (UU) starokatolických církví v čele s arcibiskupem v Utrechtu (je předsedou Mezinárodní biskupské konference Utrechtské unie starokatolických církví). Starokatolické církve netvoří jeden celek s Katolickou církví vedenou římským papežem, stejně jako pravoslavné církve.  

## Víra a praxe
- Starokatolické církve v jednotlivých zemích jsou autokefální, s episkopálně-synodním zřízením. Členové církve shromáždění na synodě tvořenou duchovními i laiky, volí biskupa, schvalují stanovy, rozhodují o všech podstatných záležitostech, volí synodní radu. Farnosti si z jistého okruhu kněží volí svého faráře.
- Starokatolíci odmítají dogmata o papežské neomylnosti a primátu papeže nad celou církví. Taktéž odmítají dogmatizovat neposkvrněné početí a nanebevzetí Panny Marie.
- Starokatolíci vysluhují sedm svátostí: křest, Eucharistie, biřmování, zpověď, kněžství, manželství a pomazání nemocných. Duchovní starokatolické církve jsou vysvěcení v platné apoštolské posloupnosti,  která je uznána i římskokatolickou církví. Římskokatolická církev však neuznává svěcení udělené ženám, protože je považuje za neplatné.
- Průběh eucharistické slavnosti (mše) není tak svázán předpisy jako v římskokatolické církvi. Je kladen důraz na aktivní účast celé komunity. Přijímání eucharistie je zásadně podobojí.
- Kněžský a biskupský celibát je dobrovolný.
- Starokatolické církve Utrechtské unie v Německu, Nizozemsku, Rakousku a Švýcarsku umožňují jáhenské i kněžské svěcení žen. V Česku jsou ženy svěceny od roku 2003 jako jáhenky a od října 2022 jim umožňují i kněžské a biskupské svěcení. Od 12. srpna 2023 má první dvě ženy v kněžské službě.[1] Polskokatolická církev svěcení žen zavedené nemá. Utrechtská má zatím jednu biskupku.
- Zpověď je společná (tiché vyznání hříchů Bohu v srdci, společná modlitba lítosti a hromadné rozhřešení všem přítomným) i individuální (vyznání hříchu knězi nebo biskupovi). Individuální zpověď je dobrovolná (např. starokatolíci v Česku ji praktikují vcelku běžně).
- Některé starokatolické církve mají otevřený přístup k homosexuálním partnerstvím, některé, včetně české Starokatolické církve, taktéž umožňují liturgické žehnání stejnopohlavních párů.

## Historie
Nejstarší starokatolická církev existuje v Nizozemsku. Od římskokatolické církve se katolíci v Nizozemí ovlivnění jansenismem fakticky oddělili roku 1723. Specifické vlastnosti této „Malé církve“ (oficiálně : Římskokatolická arcidiecéze starobiskupského duchovenstva v Utrechtu) můžeme vysledovat již před tímto datem a byly ovlivněny tím, že římskokatolická církev musela v kalvinistickém Nizozemí působit v soukromých domech. Rozkol byl způsoben tím, že jezuité požadovali, aby nizozemská církev aktivněji vystupovala proti státu.
Od doby osvícenství se v německy mluvících zemích objevovaly reformní požadavky mezi katolickými duchovními, někteří z nich zakládali různá hnutí, která například v Prusku požívala legálního statusu. Prohlášení papežské neomylnosti na prvním vatikánském koncilu v r. 1870 vyvolala zejména v Německu a Rakousku vlnu odporu. V roce 1871 se v Mnichově konal sjezd nesouhlasících duchovních, který můžeme považovat za počátek starokatolického hnutí. Vedoucí osobností byl mnichovský profesor teologie Ignaz Döllinger.

Mapa Utrechtské unie s anglikánskými a evangelickými církvemi v plném svátostném společenství

Nově ustavená starokatolická církev přijala apoštolskou posloupnost od zmíněné nizozemské „Malé církve“. Starokatolické církve v Nizozemsku, Německu, Rakousku a Švýcarsku spolu r. 1889 vytvořily Utrechtskou unii starokatolických církví, která existuje dodnes. Dnes jsou v Utrechtské unii sdružené kromě zmíněných čtyř církví také starokatolické církve v Česku, Chorvatsku, Polsku a jinde. Její biskupové tvoří Mezinárodní starokatolickou biskupskou konferenci (IBK-International bischofs konferenz), které předsedou je utrechtský arcibiskup, v současnosti Bernd Wallet. V prvních letech existence církve byla zavedena bohoslužba v národních jazycích, přijímání pod obojí a po roce 1880 byl zrušen povinný celibát duchovních.
Roku 1931 byla uzavřena tzv. Bonnská úmluva mezi starokatolíky a anglikány (Anglican communion) na jejímž základě existuje plné společenství mezi starokatolickými a některými anglikánskými církvemi (vzájemné uznávání svátostí, tj. intercommunio).V r. 1965 se na 19. mezinárodní starokatolické konferenci (na základě Bonnské úmluvy z r. 1931) připojily také IFI (Nezávislá filipínská církev - Iglesia filipina independiente) a nezávislé=neřímské katolické církve ze Španělska (Spanish reformed episcopal church - Španělská reformní episkopální církev) a Portugalska / po rozkolu a vzniku PAIC - Portugalské apoštolské katolické církve se její zbytek přejmenoval z Portugalské episkopální c. na Lusitánskou církev - podle starověkého názvu dnešního Portugalska / .
Od roku 1996 umožňuje starokatolická církev v Německu udělovat kněžské svěcení ženám (už v r. 1988 vysvětila první dvě ženy na jáhenky - tyto byly r. 1996 vysvěceny na kněze a též byly další dvě vysvěceny na jáhenky). Následně umožnily svěcení žen i církve v Rakousku, Švýcarsku a Nizozemí. Od roku 2022 jsou svěceny i v české starokatolické církvi.
V roce 2003 Polská národní katolická církev v USA a Kanadě i Starokatolická církev na Slovensku opustili Utrechtskou unii starokatolických církví pro nesouhlas se svěcením žen. V důsledku toho vznikla tzv. Světová rada národních katolických církví (anglicky World Council of National Catholic Churches), zkráceně WCNCC. Ta sdružuje také ještě několik dalších církví. Její předsedou je biskup Leonardo Beg. 
Roku 2016 bylo uzavřeno plné svátostné společenství mezi starokatolickými církvemi Utrechtské unie a největší evropskou luteránskou církví - Církví Švédska (Svenska Kyrkan).

## Členské církve Utrechtské unie
- Starokatolická církev v Nizozemsku (arcibiskupství Utrecht, biskupství Haarlem)
- Katolické biskupství starokatolíků v Německu (biskupství Bonn)
- Kristokatolická církev ve Švýcarsku (biskupství Bern)
- Starokatolická církev v Rakousku (biskupství Vídeň)
- Starokatolická církev v České republice (biskupství Praha)
- Polskokatolická církev v Polsku (biskupství Varšava, biskupství Vratislav, biskupství Krakov/Čenstochová)
- Starokatolická církev Mariavitů v Polsku (biskupství lubelsko-podleské, biskupství slezsko-lodžské a biskupství varšavsko-plocké; od r. 1924 mimo Utrechtskou unii - zůstala s ní ve svátostném společenství, v roce 2014 znovupřijata)
- Starokatolická církev v Chorvatsku a Bosně-Hercegovině (bez biskupa, podléhá přímo Utrechtské unii)
- Starokatolická církev v Dánsku a Švédsku (bez biskupa, podléhá přímo Utrechtské unii)
- Starokatolická misie ve Francii (bez biskupa, podléhá přímo Utrechtské unii)
- Starokatolická delegatura Utrechtské unie na Slovensku (podléhá českému biskupovi)

## Ostatní starokatolické církve
- Polská národní katolická církev (Polish National Catholic Church-PNCC v USA a Kanadě. Koncem roku 2003 vystoupila/byla vyloučena z Utrechtské unie, neboť nesouhlasí s kněžským svěcením žen a se svěcením homosexuálů. Má 4 diecéze na severovýchodě USA a pátou v Kanadě,v čele s biskupy, roku 2011 měla asi 25 000 věřících, v současnosti má 26 000 věřících.
- Starokatolická církev na Slovensku (vystoupila z Utrechtské unie na konci roku 2003 – kvůli vyloučení/vystoupení PNCC v USA a Kanadě), posléze se stala členkou WCNCC-Světové rady národních katolických církví. V čele slovenské církve stojí arcibiskup Vlastimil Šulgan. Patří k ní generální vikariáty v Rakousku a v Česku, v jejich čele stojí biskupové, v ČR to byl zpočátku Antonín Jelínek.
- Do WCNCC patří též Kanadská národní katolická církev – CNCC a církve v Chorvatsku a jinde.
- Nezávislá filipínská církev – IFI (katolická), (není členkou Utrechtské unie, ale je s ní od roku 1965 v plném církevním společenství, a též s Anglican communion-celosvětovým společenstvím anglikánských církví). V roce 2010 měla asi 916 600 věřících ve 36 diecézích a dvě diecéze v USA. IFI světí ženy nejen na jáhenky a kněze, ale i na biskupky.
- Reformovaná katolická církev v Polsku – Vznikla v letech 2006 až 2007. Není členem Utrechtské unie. Má celkem 11 farností a komunit.
- Mariavitské církve – (Starokatolická církev Mariavitů v Polsku/má provincii v čele s biskupem také ve Francii/ je členem Utrechtské unie, ostatní mariavitské církve ne). Mariavitské církve se nacházejí v Německu, Argentině, USA a jinde.